# Васютик Володимир Богданович
Володимир Богданович Васютик (нар. 24 березня 1970, Ужгород, Закарпатська область, УРСР) — радянський та український футболіст, воротар, по завершенні кар'єри — тренер.

## Життєпис
Народився в Ужгороді. Входив до юнацької збірної Української РСР ДСТ «Спартак». У 1985-1987 роках навчався у львівському спортінтернаті під керівництвом Лева Броварського та Ярослава Луцишина. У 1986 році став чемпіоном СРСР серед юнаків.
З 1987 року — у складі ужгородського «Закарпаття». Виступав за ужгородців протягом 5 сезонів, проте основним воротарем так і не став. У 1991 році прийняв запрошення в команду вищої ліги — донецький «Шахтар». Єдиний матч у вищому дивізіоні чемпіонату СРСР провів 17 серпня 1991 року, вийшовши в стартовому складі у виїзній грі проти єреванського «Арарату». У першому таймі пропустив 2 м'ячі й у перерві був замінений Дмитром Шутковим. 
Наступного року повернувся в «Закарпаття», в складі якого дебютував в чемпіонатах незалежної України. Протягом 6 сезонів був основним воротарем ужгородського клубу. Привернув своєю грою увагу клубу елітного дивізіону — кіровоградської «Зірки», куди перейшов у 1997 році. Проте, в основному складі команди не закріпився, виступаючи переважно в дублі та «Зірці-2», у другій лізі. У 1998 році підписав контракт з малинським «Папірником», який також виступав у другій лізі, а потім повернувся в рідне «Закарпаття», де й виступав до завершення кар'єри. Останню гру на професіональному рівні провів у 2001 році.
По завершенні виступів залишився в ужгородській команді на посаді тренера. У 2005 році, після відставки Віктора Ряшка деякий час виконував обов'язки головного тренера клубу. Потім був призначений на посаду головного тренера дублюючого складу команди, а пізніше очолив молодіжну команду клубу. У 2008 році, після відставки Володимира Шарана, знову очолив «Закарпаття», але провів на посаді всього 2 місяці. Після цього покинув Ужгород й відправився у запорізький «Металург», однак через зміну головного тренера клубу, практично відразу пішов з команди, прийнявши пропозицію стати тренером воротарів львівських «Карпат». Пропрацював на посаді 4 роки, а потім знову став тренером ужгородської команди (на той час перейменованої в «Говерлу»). Працював на посадах головного тренера дубля і тренера воротарів, а після розформування клубу, в 2016 році, повернувся в «Карпати», де став тренером голкіперів головної, а згодом — молодіжної команд.
У 1992 році заочно закінчив Смоленський інститут фізкультури.